# Aczél Gábor (építész)
Aczél Gábor (Budapest, 1947. január 9. –) Ybl-díjas, okleveles építészmérnök, településrendező- és településfejlesztő építész, tevékenysége a magyarországi urbanisztika több területére terjed ki (1997–től 2012–ig a Magyar Urbanisztikai Társaság (MUT) elnöke).

## Életpályája
A Budapesti Műszaki Egyetem Építészmérnöki Karán végzett 1971-ben. Több község, (Kehidakustány, Ostffyasszonyfa, Simontornya) és város (Nagykanizsa, Kalocsa) településrendezési terveit készítette a Városépítési Tudományos és Tervező Intézetnél az 1971–1989 közötti időszakban. Eleinte tervezőként, később (1980-tól) műteremvezetőként tevékenykedett. Több városban (Győr, Balatonfüred, Szentendre, Veszprém) készített rehabilitációs és rekonstrukciós terveket is. Területfejlesztésben is jelentős munkát végzett Verőcemaros-településcsoport általános rendezésével (1978).
1989-től fővárosi szinten folytatta munkáját, Budapest Főváros főépítésze lett (1989–1991). Feladata Budapest és kerületei rendezési tervezésének irányítása, koordinálása volt. A rendszerváltozás után még magasabb szintre került, a Környezetvédelmi és Területfejlesztési Minisztérium főosztályvezetőjeként (1991–1992) a településrendezést irányította.
Két év múlva már vezérigazgató volt a SEM IX. Városfejlesztő Rt. élén. Itt a Középső-Ferencvárosban folyó rehabilitációs munkákat irányította. Kiemelkedő munkáját Budapestért díjjal ismerték el. Hat év után megalakította a Városfejlesztés Zrt. céget, melynek legfőbb vezetőjeként operatív városfejlesztéssel foglalkozott. 2007-ben megvált a társaságtól, azóta az Aczél Városépítész Bt-ben végez tervezői munkát.

## Díjai, elismerései
- Ybl Miklós-díj (Győr Belváros részletes rendezési tervéért,[8] 1984)[7]
- VÁTI intézeti nívódíjak (1978, 1983, 1985, 1987, 1988)[7]
- Kiváló munkáért kitüntetés (1987)[8]
- Habitat emlékérem (1993)[8]
- Budapestért díj ( a Középső Ferencváros rehabilitációjának megvalósításáért,[8] 1997)[6]
- Egyéni Hild János-díj (Brenner Jánossal és Keresztes K. Sándorral, 2013)[9]
- Pro Urbe Ferencváros (2016)[10]